# سفارة فرنسا في البرتغال
سفارة فرنسا في البرتغال هي أرفع تمثيل دبلوماسي لدولة فرنسا لدى البرتغال. تقع السفارة في لشبونة وهي تهدف لتعزيز المصالح الفرنسية في البرتغال.

## وصلات خارجية
- الموقع الرسمي
- قائمة سفارات فرنسا
- قائمة السفارات في البرتغال